# 潘金莲 (1964年电影)
《潘金莲》（英語：The Amorous Lotus Pan），是1964年邵氏兄弟出品的香港劇情片，由周詩祿與李翰祥執導，張仲文、張沖、黄金、白雲、紅薇主演，改编自明朝兰陵笑笑生《金瓶梅》和施耐庵《水浒传》。

## 剧情
潘金莲原本是地主家的一个丫鬟，因为被地主老爷看中其美色，一日，地主老爷想要强奸潘金莲，但是遭到潘金莲的求饶和反抗，惊动了地主婆，地主婆嫉恨潘金莲，便将其许配给当地最醜的男人武大郎，武大郎身材矮小，以卖烧饼为生，他房事能力差，不能满足潘金莲的性欲，潘金莲萌生了偷情的念头。
武大郎的弟弟武松在景阳冈打死老虎之后，名声大振，衣锦还乡，成为家乡的都头。武松回到家之后，潘金莲看中其强壮的身材和英俊的外貌，爱慕不已，常常挑逗武松，武松性格耿直，一怒之下离家出走。
一日，潘金莲在楼上晾晒衣服，不小心竹竿从手中跌落，正好落在当地地主西门庆的面前，西门庆见潘金莲美艳无比，不但没有生气，反而报以笑容，两人便萌生爱意。西门庆为了得到潘金莲，买通了潘金莲的邻居王婆，王婆设计故意请潘金莲来她家学习针织女工，实际上是让西门庆和潘金莲在房间通奸。天长日久，潘金莲和西门庆怕纸包不住火导致事情泄露，便萌生杀意，正好此时卖梨子的郓哥告诉武大郎潘金莲和西门庆偷情，武大郎去捉奸时，遭到西门庆用脚踢伤，潘金莲借机用毒假意煮药毒死了丈夫武大郎，匆匆把武大郎的尸体火化。
当武松回家之后，发现自己哥哥突然神秘死亡，决心查个究竟，最终得知是潘金莲和西门庆的所作所为，于是杀了二人，并且自首。

## 演員
- 张仲文 飾 潘金莲
- 张冲 飾 武松
- 红薇
- 黄金
- 白云 飾 西门庆